# 牡丹江路
牡丹江路是中華人民共和國上海市寶山區的一條南北走向道路，全长5.43公里，南起淞滨路，北至中国宝武钢铁集团園區。馬路名稱來自於黑龍江省牡丹江市。道路始建於1980年，當時道路南抵密山路，全长僅為2.2公里，並命名為东二路。1981年，更名為牡丹江路。1990年南延伸至宝杨路，1994年再次南延伸至淞滨路。